# Плотников Сергій Миколайович
Сергі́й Микола́йович Пло́тников (3 лютого 1909, Саратов, Російська імперія — 23 жовтня 1990, Архангельськ, РРФСР) — радянський російський актор театру і кіно. Кавалер орденів Трудового Червоного Прапора і «Знак Пошани» (1967). Народний артист СРСР (1979).

## Життєпис
Закінчив Саратівську театральну студію (1929). Працював з 1941 р. в Архангельському театрі драми ім. М. Ломоносова.
Грав у фільмах: «Михайло Ломоносов» (1955), «Перші радощі» (1956), «Добровольці» (1958), «Сварка в Лукашах» (1959), «Завтрашні турботи» (1962), «Тиша» (1963), «Браслет-2» (1967), «Щит і меч» (1968), «Кут падіння» (1970), «Російське поле» (1971), «Іжорський батальйон» (1972), «Смак хліба» (1979), «Ви чия, стареча?» (1982) та ін., в українських стрічках: «Прощавайте, голуби» (1960, Максим Петрович), «Крок з даху» (1970), «Лаври» (1972, Череміс), «Рейс перший, рейс останній» (1974, Хорх).